# Шашечница тривия
Шашечница тривия, или шашечница степная (лат. Melitaea trivia) — дневная бабочка из семейства нимфалид.

## Этимология названия
Тривия (римская мифология) — «богиня трех дорог», эпитет Дианы (богиня охоты, диких зверей и растительности), характеризующий ее власть на небе, на земле, под землей.

## Замечания по систематике

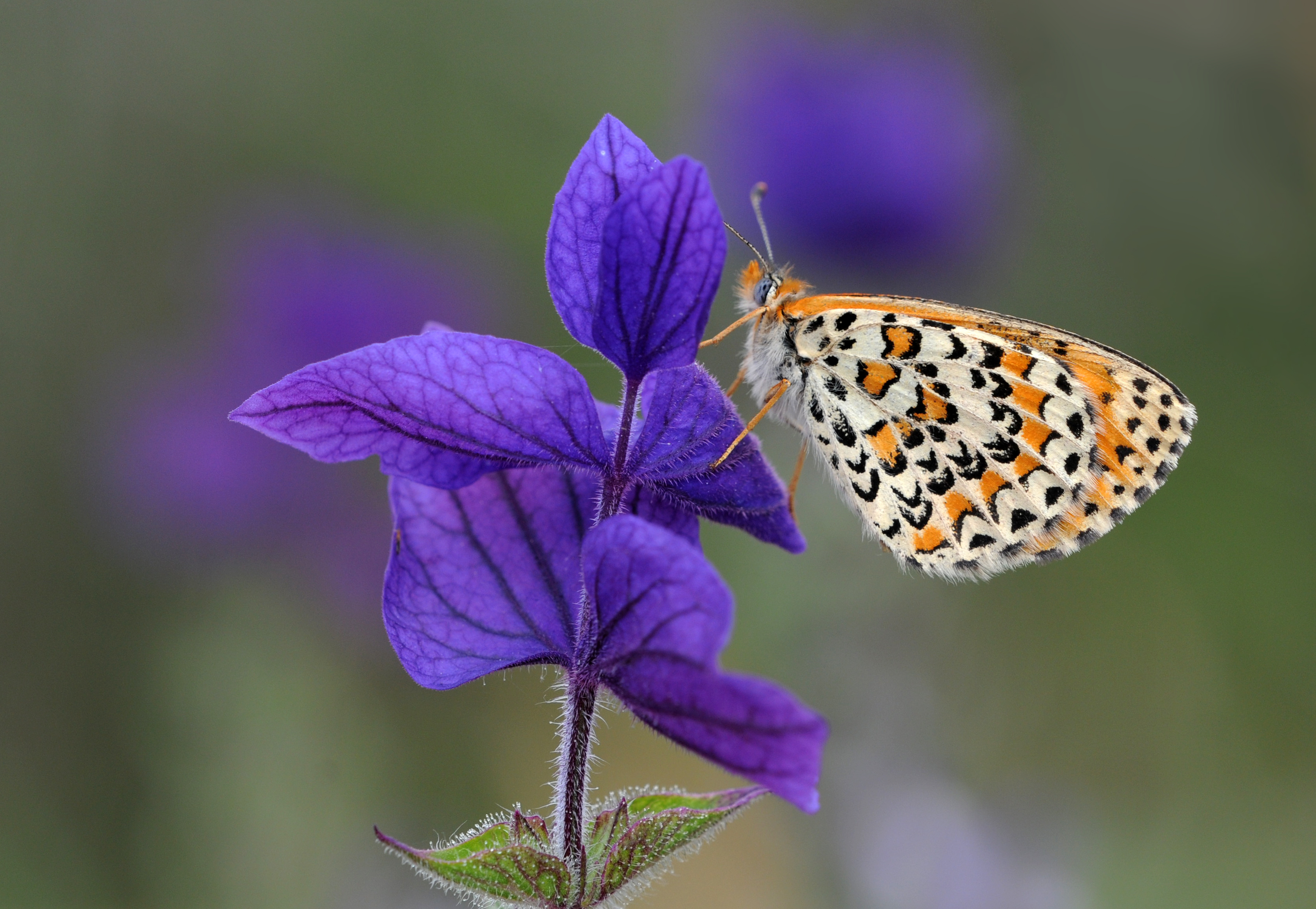

На территории Восточной Европы обитает номинативный подвид, однако, ввиду большой индивидуальной и географической изменчивости и сезонного диморфизма, было описано определенное количество инфраподвидовых таксонов и подвидов, трактовавшихся разными исследователями неодинаково.

## Описание
Размах крыльев от 15 до 23 мм.

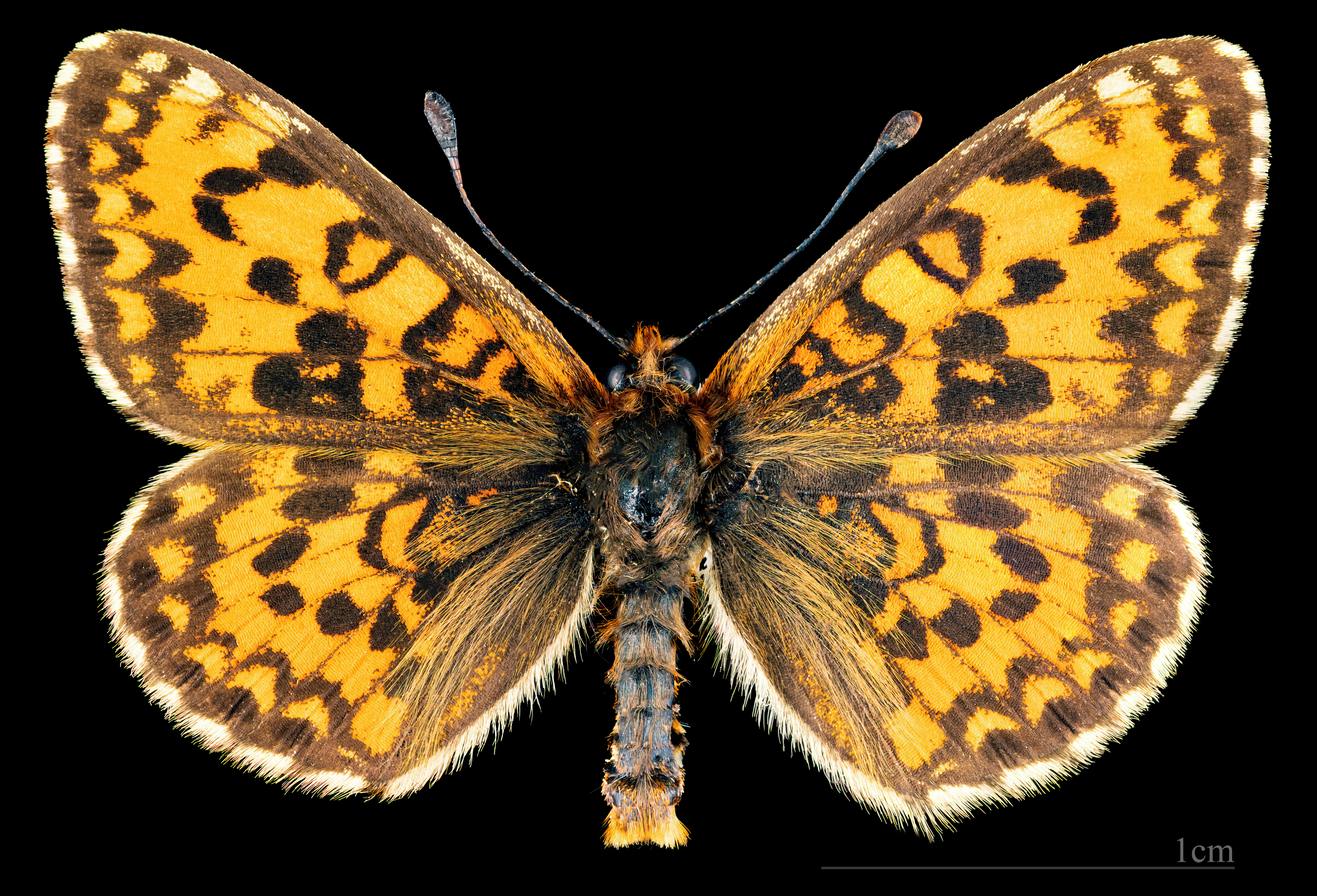
Melitaea trivia ♂
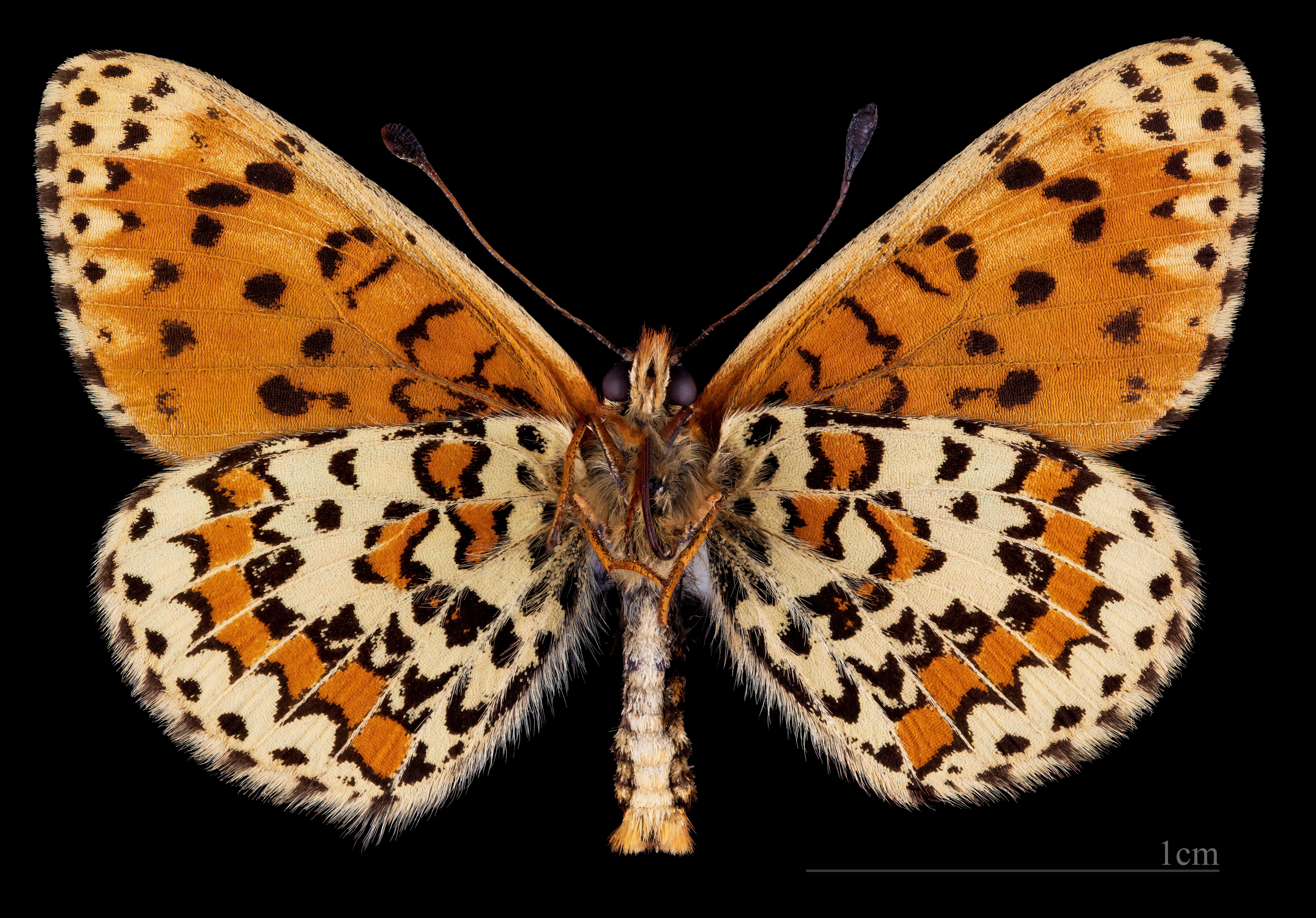
Melitaea trivia ♂   △
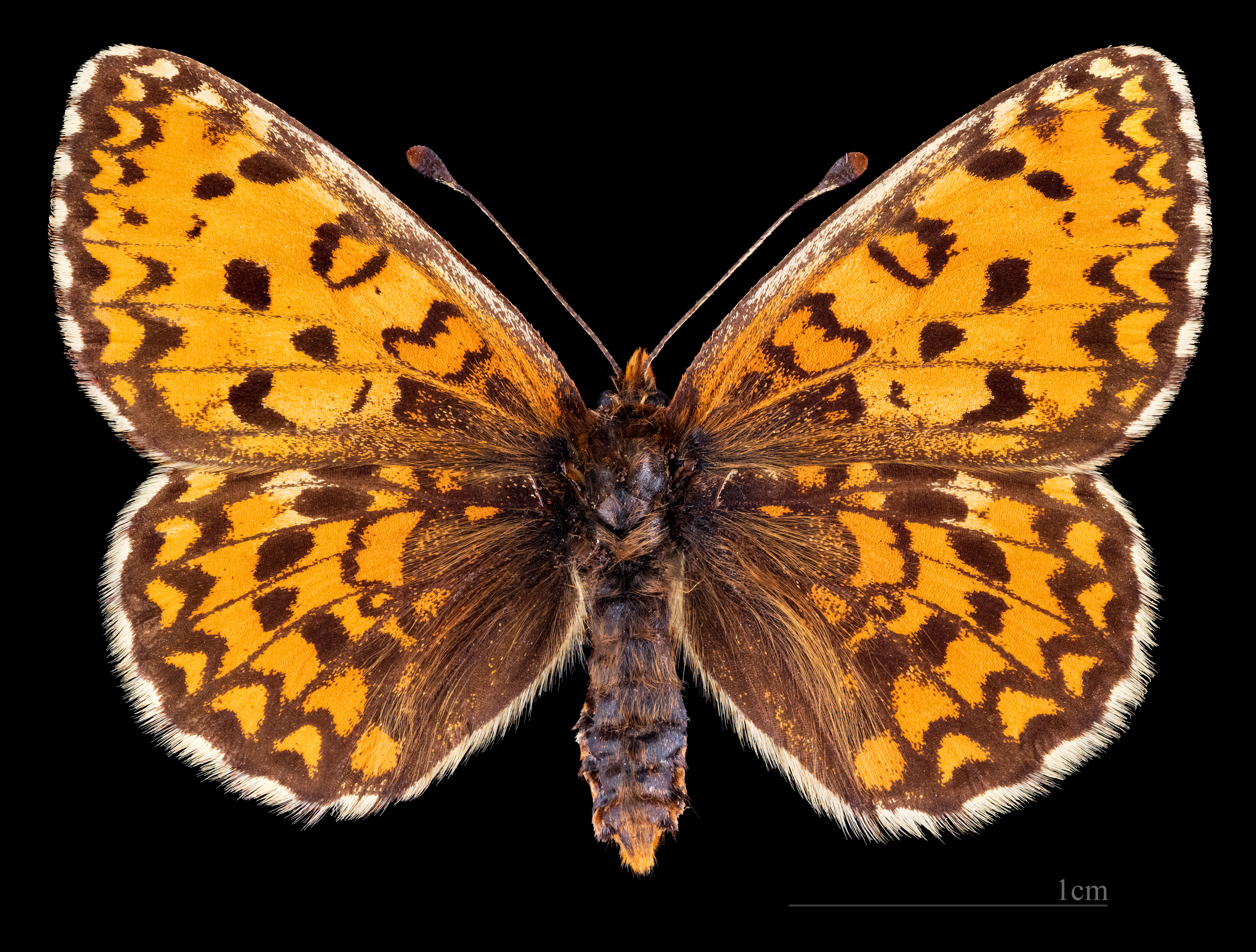
Melitaea trivia ♀
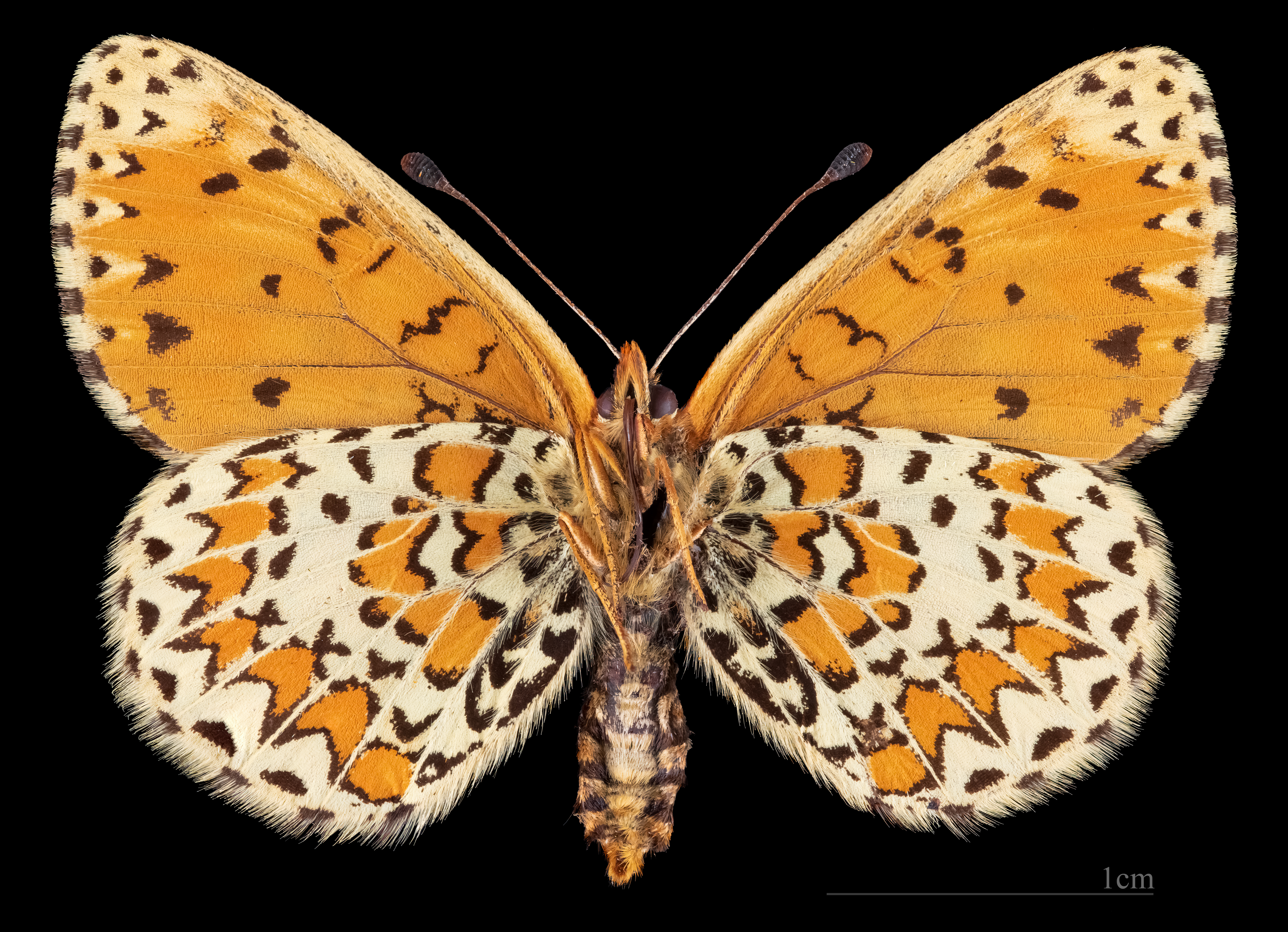
Melitaea trivia ♀ △

## Ареал
Южная и Юго-восточная Европа, Словакия, Румыния, Молдова, Украина, европейская часть России, Юго-западная и Южная Россия, Турция, страны Ближнего Востока, Иран, Ирак, Афганистан, Пакистан, горы Центральной Азии, Северная Индия, Казахстан, горы Южной Сибири, Монголия.
Бабочки населяют открытые солнечные местообитания с зарослями коровяка, опушки и поляны, степные балки, склоны речных террас, обочины железных и шоссейных дорог, окраины лесополос, пустыри, изредка встречаются на территории городов и поселков. На Кавказе бабочки населяют сухие горные склоны с зарослями астрагалов, остепненные участки по берегам рек на высотах от 700 до 1800 метров над уровнем моря.

## Биология
Время лёта бабочек в северных частях ареала длится с середины июня до начала июля и в августе (развивается два поколения за год), в степной зоне — с середины мая до конца июня и с середины июля до конца августа. Яйца диаметром 0,5 мм и высотой 0,6 мм. Развиваются 5-6 дней. Гусеницы развиваются в июле-августе и с осени по апрель на различных коровяках (Verbascum). НА Кавказе кормовое растение — норичник (Scrophularia). Гусеницы проходят 5 возрастов. Стадия гусеницы длится 13—15 дней. Стадия куколки длится 5—7 дней. Длина куколки 9—13 мм.